# Manfred Löffler
Manfred Löffler (* 18. November 1930) ist ein ehemaliger  deutscher Funktionär der DDR-Blockpartei LDPD. Er war von 1962 bis 1963 Abgeordneter der Volkskammer der DDR.

## Leben
Löffler, Sohn eines Lebensmittelhändlers, erlernte den Beruf des Drogisten und  besuchte die Fachschule für Verwaltung und Wirtschaft  in Chemnitz. Anschließend arbeitete er als Sachbearbeiter und wurde 1948 Mitglied der LDPD. Von 1953 bis 1958 war er    Bürgermeister von Oberlichtenau. Im Jahr 1954 wurde er Abgeordneter des Bezirkstages Karl-Marx-Stadt und 1958 Nachfolgekandidat der Volkskammer. Von 1958 bis 1961 fungierte er als Abteilungsleiter im LDPD-Bezirksvorstand Karl-Marx-Stadt. Zwischen 1960 und 1964 absolvierte er ein Fernstudium, das er als Diplomstaatswissenschaftler abschloss. Von 1961 bis  Dezember 1981 war er stellvertretender Vorsitzender des  Rates des Bezirkes Karl-Marx-Stadt für Handel und Versorgung und als solcher der Dienstälteste unter den Ratsmitgliedern der DDR-Bezirke in diesem Ressort. Gleichzeitig war er stellvertretender Vorsitzender des LDPD-Bezirksvorstandes Karl-Marx-Stadt.  Am 19. Oktober 1962 rückte er auf der 24. Sitzung der Volkskammer für den verstorbenen Abgeordneten Adolf Otto in die Volkskammer nach, der er dann bis zum Ende der Legislaturperiode im November 1963 als Mitglied der LDPD-Fraktion angehörte. Nach über 20 Jahren wurde er am 9. Dezember 1981 aus gesundheitlichen Gründen vom Bezirkstag Karl-Marx-Stadt als Ratsmitglied verabschiedet. Sein Nachfolger wurde Hartmut Greim, der auch bereits seine bisherige Funktion als stellvertretender LDPD-Bezirksvorsitzender übernommen hatte.

## Auszeichnungen
- 1969 Vaterländischer Verdienstorden  in Bronze